# Nyår (roman)
Nyår är en roman från 1984 av den svenske författaren Stig Larsson. Den handlar om en man som efter en allvarlig skidolycka lämnar sin familj och driver omkring med nedsatt förmåga till mänsklig medkänsla. Boken utgavs genom förlaget Alba. Enligt Larsson ansåg han när boken skrevs att dess innehåll saknade moralisk betydelse, någonting han senare har tagit kraftigt avstånd från.